# Domestica Rotterdam
Domestica Rotterdam is een Rotterdams ensemble dat gespecialiseerd is in theatrale muziekprojecten.
Domestica Rotterdam bestaat uit leden van het Rotterdams Philharmonisch Orkest en staat onder muzikale leiding van Wim Steinmann.
Domestica trad voor het eerst op tijdens het Gergiev Festival 1997. Het ensemble specialiseerde zich in de beginjaren op Franse muziek uit het begin van de 20e eeuw. Later richtte men zich ook op opera en op combinaties van hedendaagse composities met barok- en renaissancemuziek. Domestica geeft uitvoeringen op bijzondere locaties en in theatrale settings.